# Georgie Fame
Clive Powell, conhecido por seu nome artístico Georgie Fame (Leigh, 26 de junho de 1943) é um cantor britânico de R&B. Fame é a única estrela pop britânica a ter alcançado três sucessos de número 1 com as suas únicas entradas no Top 10: "Yeh, Yeh" em 1964, "Get Away" em 1966 e "The Ballad of Bonnie and Clyde" em 1967.

## Breve biografia
Aos 16 anos Clive assinou contrato com Larry Parnes, que renomeou artistas como Marty Wilde e Billy Fury. Georgie Fame já tocava piano na banda de apoio de Billy Fury, a Blue Flames, que mais tarde se tornaria conhecida como Georgie Fame and the Blue Flames. O grupo obteve algum sucesso com seu R&B, mas viria a tornar-se conhecido nos Estados Unidos só depois da gravação de Ballad of Bonnie & Clyde.
Georgie Fame também participou do grupo Rhythm Kings, com o seu amigo Bill Wyman no baixo. Em 1971, teve uma parceria com seu amigo Alan Price, ex-tecladista dos The Animals, lançando um álbum de estúdio juntos e tendo sucesso com o single Rosetta. Nos anos 80, conheceu o músico brasileiro Gilberto Gil, onde regravou a música Toda Menina Baiana em seu EP intitulado Samba, além de ter cantando com Gil durante um show. Em 2015, lançou o último álbum de sua carreira, intitulado Swan Songs.

## Vida pessoal
Em 1972, Fame se casou com Nicolette Elaine Katherine, ex-esposa do marquês de Londonderry, que se casou aos 17 anos em 1958. Em 13 de agosto de 1993, Nicolette comete suicídio pulando da Ponte Pênsil de Clifton. Fame disse que eles ficaram felizes casados por causa de seu "charme, beleza, paciência e compreensão".

## Discografia
Álbuns de estúdio
- 1964 – Rhythm and Blues at the Flamingo (Columbia)
- 1965 – Fame at Last! (Columbia)
- 1966 – Sweet Things (Columbia)
- 1966 – Sound Venture (Columbia)
- 1967 – The Two Faces of Fame (CBS)
- 1968 – The Third Face of Fame (CBS)
- 1969 – Seventh Son (CBS)
- 1969 – Shorty featuring Georgie Fame (Epic Record)
- 1970 – Georgie Does His Thing with Strings (CBS)
- 1971 – Fame & Price / Price & Fame / Together – (com Alan Price) (CBS)
- 1971 – Going Home (CBS)
- 1972 – All Me Own Work (Reprise Records)
- 1973 – Georgie Fame (Island Records)
- 1979 – That's What Friends Are For (Pye Records)
- 1979 – Right Now (Pye Records)
- 1980 – Closing The Gap (Piccadilly)
- 1983 – In Goodmansland (com Sylvia Vrethammar) (MWM Productions)
- 1986 – Samba (Ensign)
- 1988 – No Worries (Four Leaf Records)
- 1991 – Cool Cat Blues (Go Jazz Records)
- 1992 – The Blues And Me (Go Jazz Records)
- 1993 – Three Line Whip (Three Line Whip)
- 2000 – Poet In New York (Go Jazz Records)
- 2001 – Relationships (Three Line Whip)
- 2007 – Charleston (Three Line Whip)
- 2009 – Tone-Wheels 'A' Turnin' (Three Line Whip)
- 2012 – Lost in a Lover's Dream (Three Line Whip)
- 2015 – Swan Songs  (Three Line Whip)